# Edit Kovács
Edit Kovács (Veszprém, 9 giugno 1954) è un'ex schermitrice ungherese, vincitrice di tre medaglie di bronzo nella scherma ai giochi olimpici.